# 139e régiment d'infanterie territoriale
Le 139e régiment d'infanterie territoriale est un régiment d'infanterie de l'armée de terre française qui a participé à la Première Guerre mondiale, stationné à Libourne.

## Création et différentes dénominations
Le 139e régiment d'infanterie territoriale reçoit son numéro par décret du 19 mars 1875. Il doit être formé à Libourne en cas de mobilisation. Il est mobilisé en 1914 à 2 bataillons[réf. nécessaire].

## Historique des garnisons, combats et batailles du139eRIT

### Première Guerre mondiale

#### 1914
Le 139e RIT est chargé jusqu'à la fin d'août 1914 de la surveillance de Royan et du Verdon puis embarqué pour le Maroc où il fera la campagne du Maroc 1914-1919. Il s'agit donc pour Hubert Lyautey, "tout en envoyant en France la plus grande partie des troupes qui combattaient au Maroc, de tenir néanmoins en respect les tribus hostiles prêtes à descendre des Hauts Plateaux".
"En entrant en guerre avec l'Allemagne, l'Angleterre avait rendu inutiles les dispositions militaires prises par la France à l'entréede la Gironde. Le 1er et le 2e Bataillons du 139e qui avaient été envoyés à Royan et au Verdon dès les premiers jours de la mobilisation, devinrentdonc disponibles et leur envoi immédiat au Maroc fut décidé. C'est ainsi qu'à la fin d'Août 1914, ces braves troupes, pleines d'entrain et de vigueur, débarquèrent à Casablanca".
Le 1er bataillon est dirigé sur Marrakech où il prépare, dans l'éventualité, la défense de la ville et travaille à l'aménagement du camp du Gueliz avant d'être dirigé en fin d'année sur Safi, Mogador et Agadir. Le 2e bataillon est d'abord dirigé sur Fez et Taza, puis en fin d'année il est dirigé sur Rabat et Arbaoua.

#### 1915
Durant l'année 1915 le 1er bataillon reste sur les positions de Safi, Mogador et Agadir et le 2e bataillon reste sur celles de  Rabat et Arbaoua.

La 2e compagnie du 1er bataillon prendra part, durant 3 mois, à la lutte anti-acridienne dans la région de Hamar, Rechamna et Rlamna et recevra les félicitations de la subdivision.

#### 1916
Le 1er bataillon quitte ses positions de Safi, Mogador et Agadir au milieu de  l'année et est dirigé dans la région de Taza alors que le 2e bataillon quitte Rabat et Arbaoua, à la même période pour la région de Meknès.
Du 10 au 15 janvier 1916, une escouade combat une cinquantaine de partisans montés chez les Beni-Bou-Yala, une région montagneuse située entre Taounate, Oued Amlil, Kassita et Targuist.
Le 15 juin, un peloton du 139e RIT, chargé par un groupe de cavaliers Béni-Ouarain, les met en fuite.

#### 1917
Le 1er bataillon chargé de pacifier la région de Taza subira de nombreuses pertes dans des combats contre les tribus ennemies. Le 2e bataillon toujours en poste à Meknès occupera les avant-postes d'El Hajeb, d'Ifrane, d'Agouraï, de Timahdite et du grand camp d'Aïn Leuh.
Le 25 juillet 1917, deux sections sont attaquées dans le poste de Kouba par les Ghiatas.

#### 1918
Après l'armistice de 1918, le régiments combat toujours les tribus ennemies en particulier à Itzer, le 15 décembre.

Toutefois le régiment s'embarque à Casablanca et Oran en direction de la France et le 15 février 1919, le Drapeau du 139e RIT est conduit à Libourne et est déposé dans la salle d'honneur du 57e régiment d'infanterie.

## Drapeau
Il porte, cousues en lettres d'or dans ses plis, les inscriptions suivantes :
- Maroc 1914-1919